# Dampfpfeife

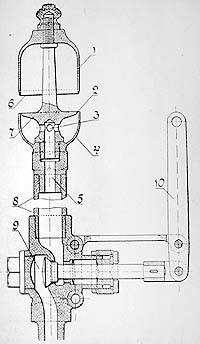
Schnittzeichnung einer Dampfpfeife

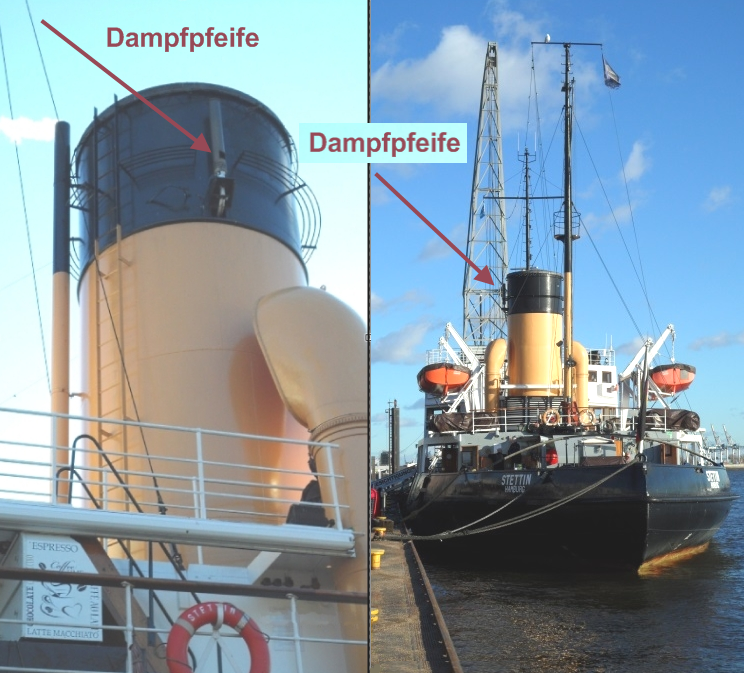
Dampfpfeife des Dampfeisbrechers Stettin

Bei der Dampfpfeife handelt es sich um eine technische Vorrichtung, bei der mittels hochkomprimierten Wasserdampfs (Dampfdruck) ein akustisches Signal (bei der Eisenbahn Eisenbahnsignal, bei der Dampfschifffahrt; siehe unten, z. B. Nebelsignal, Kurssignal, Notsignal usw.) erzeugt wird.
Dampfpfeifen werden sowohl bei stationären als auch bei mobilen Dampferzeugungsanlagen eingesetzt und können aufgrund der Nutzung des für Arbeitszwecke erzeugten und vorgehaltenen Dampfes so lange eingesetzt werden, wie ausreichender Dampfdruck vorhanden ist.
Bei Eisenbahnen ist die Dampfpfeife (soweit Wasserdampf verfügbar ist) oder eine vergleichbare Einrichtung (Druckluftpfeife, Abgaspfeife) zur Generierung akustischer Signale durch die Eisenbahn-Bau- und Betriebsordnung (EBO) vorgeschrieben.

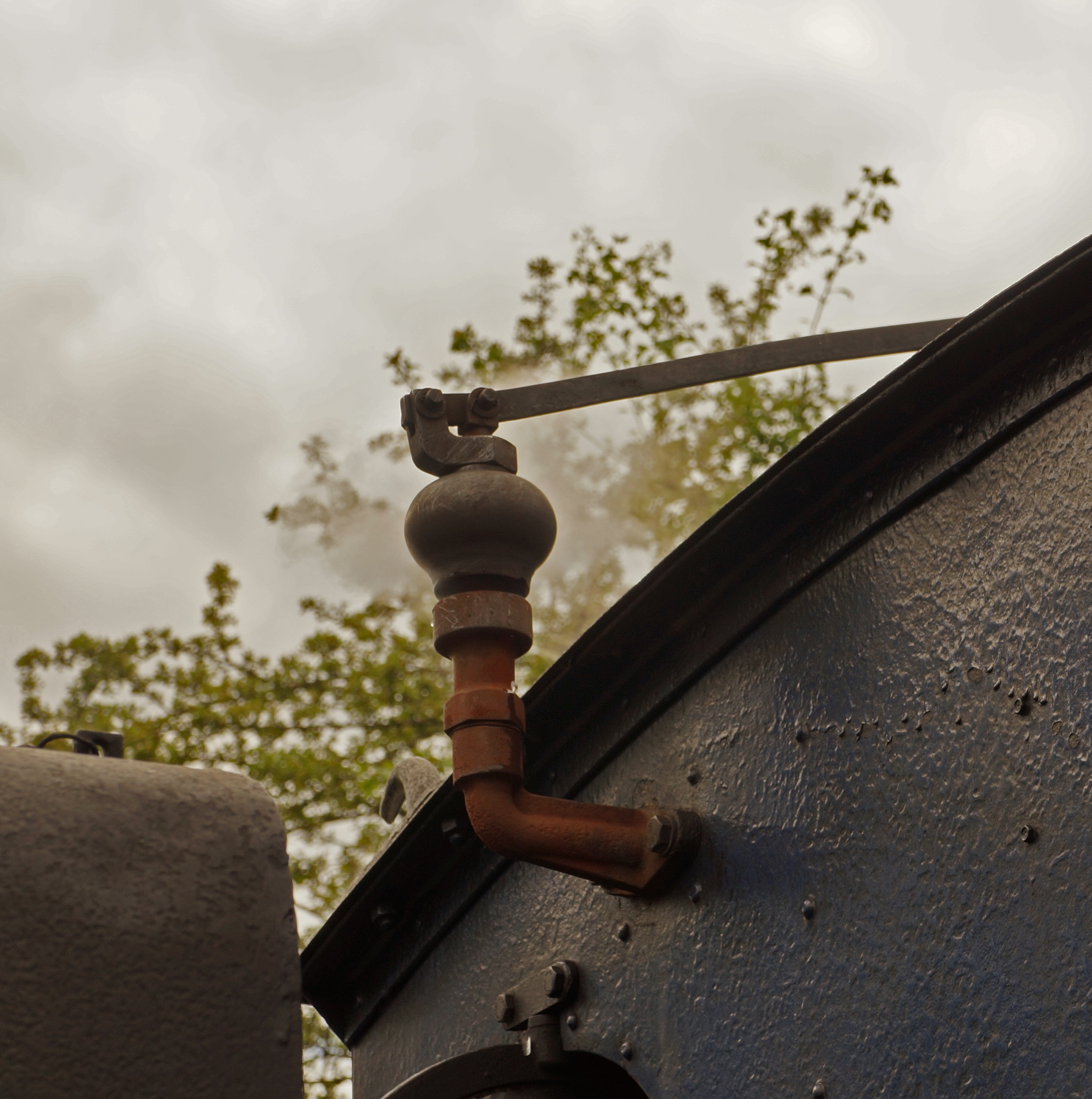
Dampfpfeife einer Feldbahndampflok

Das Funktionsprinzip der Dampfpfeife basiert darauf, dass durch einen schmalen Spalt Wasserdampf gegen den Rand einer Pfeifenglocke entweicht. Dabei regt der aufprallende Dampf Schwingungen der Luftsäule in der Glocke an (siehe Orgelpfeife), die als Pfeifton wahrgenommen werden.
Die Bedienung der Dampfpfeife erfolgt bei Eisenbahnfahrzeugen über ein mechanisches Gestänge vom Führerstand der Lokomotive oder des Triebwagens zum Steuerventil zwischen Dampfzuleitung und Pfeife. Mittels Hauptventil und Zusatzventil kann über eine unterschiedliche Dosierung des durchströmenden Dampfes ein unterschiedlicher Ton bzw. unterschiedliche Lautstärke des Pfeifsignals erzeugt werden.
Die Anordnung der Dampfpfeife auf Triebfahrzeugen der Eisenbahn unterscheidet sich sehr stark zwischen den Baureihen. Anordnungen auf dem Führerhausdach, vor dem Führerhaus auf dem Langkessel oder direkt oberhalb der Rauchkammer sind bekannt.
Dampfpfeifen und Dampfsirenen wurden darüber hinaus in der Dampfschifffahrt verwendet.
Eine früher sehr weit verbreitete Dampfdruckpfeife ist die Pfeife am Flötenkessel. Sie gibt ein Pfeifsignal, sobald das Wasser im Kessel auf dem Herd kocht.
Zum Prinzip der akustischen Pfeife siehe Orgelpfeife.